# Hlibîciîn, Sneatîn
Hlibîciîn (în ucraineană Хлібичин) este un sat în comuna Borșciv din raionul Sneatîn, regiunea Ivano-Frankivsk, Ucraina.

## Demografie
Componența lingvistică a localității Hlibîciîn
     Ucraineană (99,48%)
     Alte limbi (0,35%)
Conform recensământului din 2001, majoritatea populației localității Hlibîciîn era vorbitoare de ucraineană (99,48%), existând în minoritate și vorbitori de alte limbi.